# فهرست دریاچه‌ها بر پایه مساحت
فهرست دریاچه‌های بزرگ جهان برپایهٔ مساحت
| رنگ‌های راهنمای هر قاره | رنگ‌های راهنمای هر قاره | رنگ‌های راهنمای هر قاره | رنگ‌های راهنمای هر قاره | رنگ‌های راهنمای هر قاره | رنگ‌های راهنمای هر قاره | رنگ‌های راهنمای هر قاره |
| ---------------------- | ---------------------- | ---------------------- | ---------------------- | ---------------------- | ---------------------- | ---------------------- |
| آفریقا                 | آسیا                   | اروپا                  | آمریکای شمالی          | اقیانوسیه              | آمریکای جنوبی          | قطب جنوب               |

دریاچه‌های اقیانوسی
|   | نام        | کشورهای خط ساحل                                         | سطح                                      | طول                      | بیشترین عمق           | حجم آب                                 | بندانگشتی (مقیاس یکسان برای تمام دریاچه‌ها) | توضیحات |
| - | ---------- | ------------------------------------------------------- | ---------------------------------------- | ------------------------ | --------------------- | -------------------------------------- | ------------------------------------------ | ------- |
| ۱ | دریای خزر* | قزاقستان · ترکمنستان · ایران · جمهوری آذربایجان · روسیه | ۳۷۱٬۰۰۰ کیلومتر مربع (۱۴۳٬۰۰۰ مایل مربع) | ۱٬۱۹۹ کیلومتر (۷۴۵ مایل) | ۱٬۰۲۵ متر (۳٬۳۶۳ فوت) | ۷۸٬۲۰۰ کیلومتر مکعب (۱۸٬۸۰۰ مایل مکعب) |                                            |         |

دریاچه‌های قاره‌ای
|    | نام                   | Countries with shoreline                            | مساحت                                       | Length                 | بیشترین ژرفا                    | Water volume                                       | بندانگشتی (مقیاس یکسان برای تمام دریاچه‌ها) | توضیحات |
| -- | --------------------- | --------------------------------------------------- | ------------------------------------------- | ---------------------- | ------------------------------- | -------------------------------------------------- | ------------------------------------------ | --- |
| ۲  | دریاچه میشیگان        | کانادا · ایالات متحده آمریکا                        | ۱۱۷٬۷۰۲ کیلومتر مربع (۴۵٬۴۴۵ مایل مربع)     | ۷۱۰ کیلومتر (۴۴۰ مایل) | ۲۸۲ متر (۹۲۵ فوت)               | ۸٬۴۵۸ کیلومتر مکعب (۲٬۰۲۹ مایل مکعب)               |                                            | |
| ۳  | دریاچه سوپریور        | کانادا · ایالات متحده آمریکا                        | ۸۲٬۴۱۴ کیلومتر مربع (۳۱٬۸۲۰ مایل مربع)      | ۶۱۶ کیلومتر (۳۸۳ مایل) | ۴۰۶ متر (۱٬۳۳۲ فوت)             | ۱۲٬۱۰۰ کیلومتر مکعب (۲٬۹۰۰ مایل مکعب)              |                                            | |
| ۴  | دریاچه ویکتوریا       | اوگاندا · کنیا · تانزانیا                           | ۶۹٬۴۸۵ کیلومتر مربع (۲۶٬۸۲۸ مایل مربع)      | ۳۲۲ کیلومتر (۲۰۰ مایل) | ۸۴ متر (۲۷۶ فوت)                | ۲٬۷۵۰ کیلومتر مکعب (۶۶۰ مایل مکعب)                 |                                            | بزرگترین دریاچهٔ آفریقا و دومین دریاچهٔ آب شیرین جهان. |
| ۵  | دریاچه تانگانیکا      | بوروندی · تانزانیا · زامبیا · جمهوری دموکراتیک کنگو | ۳۲٬۸۹۳ کیلومتر مربع (۱۲٬۷۰۰ مایل مربع)      | ۶۷۶ کیلومتر (۴۲۰ مایل) | ۱٬۴۷۰ متر (۴٬۸۲۰ فوت)           | ۱۸٬۹۰۰ کیلومتر مکعب (۴٬۵۰۰ مایل مکعب)              |                                            | دومین دریاچهٔ عمیق جهان. |
| ۶  | دریاچه بایکال         | روسیه                                               | ۳۱٬۵۰۰ کیلومتر مربع (۱۲٬۲۰۰ مایل مربع)      | ۶۳۶ کیلومتر (۳۹۵ مایل) | ۱٬۶۳۷ متر (۵٬۳۷۱ فوت)           | ۲۳٬۶۰۰ کیلومتر مکعب (۵٬۷۰۰ مایل مکعب)              |                                            | عمیق‌ترین دریاچهٔ جهان، دارای بیشترین حجم آب شیرین دریاچه در جهان و بزرگترین دریاچه‌ای که در درون یک کشور قرار دارد. |
| ۷  | دریاچه گریت بر        | کانادا                                              | ۳۱٬۰۸۰ کیلومتر مربع (۱۲٬۰۰۰ مایل مربع)      | ۳۷۳ کیلومتر (۲۳۲ مایل) | ۴۴۶ متر (۱٬۴۶۳ فوت)             | ۲٬۲۳۶ کیلومتر مکعب (۵۳۶ مایل مکعب)                 |                                            | بزرگترین دریاچهٔ درون کانادا. |
| ۸  | دریاچه مالاوی         | تانزانیا · موزامبیک · مالاوی                        | ۳۰٬۰۴۴ کیلومتر مربع (۱۱٬۶۰۰ مایل مربع)      | ۵۷۹ کیلومتر (۳۶۰ مایل) | ۷۰۶ متر (۲٬۳۱۶ فوت)             | ۸٬۴۰۰ کیلومتر مکعب (۲٬۰۰۰ مایل مکعب)               |                                            | دومین دریاچهٔ عمیق آفریقا و دارای بیشترین گونهٔ ماهی در بین دیگر دریاچه‌ها. |
| ۹  | دریاچه گریت اسلیو     | کانادا                                              | ۲۸٬۹۳۰ کیلومتر مربع (۱۱٬۱۷۰ مایل مربع)      | ۴۸۰ کیلومتر (۳۰۰ مایل) | ۶۱۴ متر (۲٬۰۱۴ فوت)             | ۲٬۰۹۰ کیلومتر مکعب (۵۰۰ مایل مکعب)                 |                                            | عمیق‌ترین دریاچهٔ آمریکای شمالی. |
| ۱۰ | دریاچه ایری           | کانادا · ایالات متحده آمریکا                        | ۲۵٬۷۱۹ کیلومتر مربع (۹٬۹۳۰ مایل مربع)       | ۳۸۸ کیلومتر (۲۴۱ مایل) | ۶۴ متر (۲۱۰ فوت)                | ۴۸۹ کیلومتر مکعب (۱۱۷ مایل مکعب)                   |                                            | |
| ۱۱ | دریاچه وینیپگ         | کانادا                                              | ۲۳٬۵۵۳ کیلومتر مربع (۹٬۰۹۴ مایل مربع)       | ۴۲۵ کیلومتر (۲۶۴ مایل) | ۳۶ متر (۱۱۸ فوت)                | ۲۸۳ کیلومتر مکعب (۶۸ مایل مکعب)                    |                                            | |
| ۱۲ | دریاچه انتاریو        | کانادا · ایالات متحده آمریکا                        | ۱۹٬۴۷۷ کیلومتر مربع (۷٬۵۲۰ مایل مربع)       | ۳۱۱ کیلومتر (۱۹۳ مایل) | ۲۴۴ متر (۸۰۱ فوت)               | ۱٬۶۳۹ کیلومتر مکعب (۳۹۳ مایل مکعب)                 |                                            | |
| ۱۳ | دریاچه بالخاش*        | قزاقستان                                            | ۱۸٬۴۲۸ کیلومتر مربع (۷٬۱۱۵ مایل مربع)       | ۶۰۵ کیلومتر (۳۷۶ مایل) | ۲۶ متر (۸۵ فوت)                 | ۱۰۶ کیلومتر مکعب (۲۵ مایل مکعب)                    |                                            | بزرگترین دریاچه در آسیای مرکزی |
| ۱۴ | دریاچه لادوگا         | روسیه                                               | ۱۸٬۱۳۰ کیلومتر مربع (۷٬۰۰۰ مایل مربع)       | ۲۱۹ کیلومتر (۱۳۶ مایل) | ۲۳۰ متر (۷۵۰ فوت)               | ۹۰۸ کیلومتر مکعب (۲۱۸ مایل مکعب)                   |                                            | بزرگترین دریاچه اروپا. |
| ۱۵ | دریاچه وستوک          | جنوبگان                                             | ۱۵٬۶۹۰ کیلومتر مربع (۶٬۰۶۰ مایل مربع)       | ۲۵۰ کیلومتر (۱۶۰ مایل) | ۹۰۰–۱٬۰۰۰ متر (۳٬۰۰۰–۳٬۳۰۰ فوت) | ۵٬۴۰۰ ± ۱٬۶۰۰ کیلومتر مکعب (۱٬۳۰۰ ± ۳۸۰ مایل مکعب) |                                            | بزرگ‌ترین دریاچهٔ قطب جنوب و بزرگترین دریاچه یخ‌زده جهان. |
| ۱۷ | دریاچه اونگا          | روسیه                                               | ۹٬۸۹۱ کیلومتر مربع (۳٬۸۱۹ مایل مربع)        | ۲۴۸ کیلومتر (۱۵۴ مایل) | ۱۲۰ متر (۳۹۰ فوت)               | ۲۸۰ کیلومتر مکعب (۶۷ مایل مکعب)                    |                                            | دومین دریاچهٔ بزرگ اروپا |
| ۱۸ | دریاچه تیتیکاکا       | پرو · بولیوی                                        | ۸٬۱۳۵ کیلومتر مربع (۳٬۱۴۱ مایل مربع)        | ۱۷۷ کیلومتر (۱۱۰ مایل) | ۲۸۱ متر (۹۲۲ فوت)               | ۸۹۳ کیلومتر مکعب (۲۱۴ مایل مکعب)                   |                                            | Largest lake in South America if دریاچه ماراکایبو is discounted; at 3811 m, one of the highest navigable lakes in the world. |
| ۱۹ | دریاچه نیکاراگوآ      | نیکاراگوئه                                          | ۸٬۰۰۱ کیلومتر مربع (۳٬۰۸۹ مایل مربع)        | ۱۷۷ کیلومتر (۱۱۰ مایل) | ۲۶ متر (۸۵ فوت)                 | ۱۰۸ کیلومتر مکعب (۲۶ مایل مکعب)                    |                                            | بزرگترین دریاچه در آمریکای مرکزی. |
| ۲۰ | دریاچه آثاباسکا       | کانادا                                              | ۷٬۹۲۰ کیلومتر مربع (۳٬۰۶۰ مایل مربع)        | ۳۳۵ کیلومتر (۲۰۸ مایل) | ۲۴۳ متر (۷۹۷ فوت)               | ۲۰۴ کیلومتر مکعب (۴۹ مایل مکعب)                    |                                            | Largest Lake in Saskatchewan/Alberta |
| ۲۱ | دریاچه تایمایر        | روسیه                                               | ۶٬۹۹۰ کیلومتر مربع (۲٬۷۰۰ مایل مربع)        | ۲۵۰ کیلومتر (۱۶۰ مایل) | ۲۶ متر (۸۵ فوت)                 | ۱۲٫۸ کیلومتر مکعب (۳٫۱ مایل مکعب)                  |                                            | Largest lake north of the Arctic Circle |
| ۲۲ | دریاچه تورکانا*       | اتیوپی · کنیا                                       | ۶٬۴۰۵ کیلومتر مربع (۲٬۴۷۳ مایل مربع)        | ۲۴۸ کیلومتر (۱۵۴ مایل) | ۱۰۹ متر (۳۵۸ فوت)               | ۲۰۴ کیلومتر مکعب (۴۹ مایل مکعب)                    |                                            | It is the world's largest permanent desert lake and the world's largest alkaline lake. |
| ۲۳ | دریاچه ریندیر         | کانادا                                              | ۶٬۳۳۰ کیلومتر مربع (۲٬۴۴۰ مایل مربع)        | ۲۴۵ کیلومتر (۱۵۲ مایل) | ۳۳۷ متر (۱٬۱۰۶ فوت)             |                                                    |                                            | |
| ۲۴ | ایسیک کول*            | قرقیزستان                                           | ۶٬۲۰۰ کیلومتر مربع (۲٬۴۰۰ مایل مربع)        | ۱۸۲ کیلومتر (۱۱۳ مایل) | ۶۶۸ متر (۲٬۱۹۲ فوت)             | ۱٬۷۳۸ کیلومتر مکعب (۴۱۷ مایل مکعب)                 |                                            | |
| ۲۵ | دریاچه ارومیه*        | ایران                                               | ۶٬۰۰۱ کیلومتر مربع (۲٬۳۱۷ مایل مربع)        | ۱۳۰ کیلومتر (۸۱ مایل)  | ۱۶ متر (۵۲ فوت)                 |                                                    |                                            | بزرگترین دریاچه در خاورمیانه. |
| ۲۶ | دریاچه وانرن          | سوئد                                                | ۵٬۵۴۵ کیلومتر مربع (۲٬۱۴۱ مایل مربع)        | ۱۴۰ کیلومتر (۸۷ مایل)  | ۱۰۶ متر (۳۴۸ فوت)               | ۱۵۳ کیلومتر مکعب (۳۷ مایل مکعب)                    |                                            | بزرگترین دریاچه در اتحادیه اروپا |
| ۲۷ | دریاچه وینیپگوسیس     | کانادا                                              | ۵٬۴۰۳ کیلومتر مربع (۲٬۰۸۶ مایل مربع)        | ۲۴۵ کیلومتر (۱۵۲ مایل) | ۱۸ متر (۵۹ فوت)                 |                                                    |                                            | |
| ۲۸ | دریاچه آلبرت (آفریقا) | اوگاندا · جمهوری دموکراتیک کنگو                     | ۵٬۲۹۹ کیلومتر مربع (۲٬۰۴۶ مایل مربع)        | ۱۶۱ کیلومتر (۱۰۰ مایل) | ۵۸ متر (۱۹۰ فوت)                | ۲۸۰ کیلومتر مکعب (۶۷ مایل مکعب)                    |                                            | |
| ۲۹ | دریاچه مورو           | زامبیا · جمهوری دموکراتیک کنگو                      | ۵٬۱۲۰ کیلومتر مربع (۱٬۹۸۰ مایل مربع)        | ۱۳۱ کیلومتر (۸۱ مایل)  | ۲۷ متر (۸۹ فوت)                 | ۳۸ کیلومتر مکعب (۹٫۱ مایل مکعب)                    |                                            | |
| ۳۰ | دریاچه نتیلینگ        | کانادا                                              | ۵٬۰۶۶ کیلومتر مربع (۱٬۹۵۶ مایل مربع)        | ۱۱۳ کیلومتر (۷۰ مایل)  | ۱۳۲ متر (۴۳۳ فوت)               |                                                    |                                            | |
| ۳۱ | دریاچه آرال جنوبی*    | قزاقستان · ازبکستان                                 | < ۵٬۰۰۰ کیلومتر مربع (۱٬۹۰۰ مایل مربع)      | ۱۹۵ کیلومتر (۱۲۱ مایل) | ۴۵ متر (۱۴۸ فوت)                |                                                    |                                            | In 1960, the دریاچه آرال was the world's fourth-largest lake at 68,000 km۲. The west basin of the دریاچه آرال جنوبی may be expected to stabilize at approx. 2,700–3,500 km۲; as of 2009, the east basin had essentially dried up. |
| ۳۲ | دریاچه نیپیگون        | کانادا                                              | ۴٬۸۴۳ کیلومتر مربع (۱٬۸۷۰ مایل مربع)        | ۱۱۶ کیلومتر (۷۲ مایل)  | ۱۶۵ متر (۵۴۱ فوت)               |                                                    |                                            | |
| ۳۳ | دریاچه سایما          | کانادا                                              | ۴٬۷۰۶ کیلومتر مربع (۱٬۸۱۷ مایل مربع)        | ۲۲۵ کیلومتر (۱۴۰ مایل) |                                 |                                                    |                                            | |
| ۳۴ | دریاچه نمک یوتا*      | ایالات متحده آمریکا                                 | ۴٬۶۶۲ کیلومتر مربع (۱٬۸۰۰ مایل مربع)        | ۱۲۱ کیلومتر (۷۵ مایل)  | ۱۰ متر (۳۳ فوت)                 |                                                    |                                            | Largest lake entirely within the United States if Michigan-Huron is considered a single lake. Also the largest lake entirely within a single U.S. state.                                                                          |
| ۳۵ | دریاچه چینگ‌های*       | چین                                                 | ۴٬۴۸۹ کیلومتر مربع (۱٬۷۳۳ مایل مربع) (۲۰۰۷) |                        |                                 |                                                    |                                            | Largest lake in East Asia |
| ۳۶ | دریاچه سایما          | فنلاند                                              | ≈ ۴٬۴۰۰ کیلومتر مربع (۱٬۷۰۰ مایل مربع)      |                        | ۸۲ متر (۲۶۹ فوت)                | ۳۶ کیلومتر مکعب (۸٫۶ مایل مکعب)                    |                                            | ۱۳٬۷۰۰ کیلومتر (۸٬۵۰۰ مایل) |
| ۳۷ | دریاچه وودز           | کانادا · ایالات متحده آمریکا                        | ۴٬۳۵۰ کیلومتر مربع (۱٬۶۸۰ مایل مربع)        | ۱۱۰ کیلومتر (۶۸ مایل)  | ۶۴ متر (۲۱۰ فوت)                |                                                    |                                            | |
| ۳۸ | دریاچه خانکا          | چین · روسیه                                         | ۴٬۱۹۰ کیلومتر مربع (۱٬۶۲۰ مایل مربع)        |                        | ۱۰٫۶ متر (۳۵ فوت)               |                                                    |                                            | |